# Швегерле, Ганс
Ганс Швегерле (1882—1950) — немецкий скульптор и медальер. 

## Биография
Родился 2 мая 1882 года в Любеке в семье придворного фотографа Германа Швегерле (1848, Аугсбург — 1921, Мюнхен), который жил и работал в Любеке с 1880 по 1900 год. 
Учился в любекской гимназии Катаринеум и посещал уроки рисования в художественной школе Виллибальда Лео фон Лютгендорф-Лейнбург. С мая 1900 года посещал Мюнхенскую академию изящных искусств, где учился у Карла Рауппа.
Первая крупная работа Швегерле («Блудный сын») в 1902 году была удостоена «Большой серебряной медали»; затем его работы отмечались несколько лет подряд с 1904 года (за «Потерянный рай») по 1908 год. Работы Швегерле выставлялись на выставках Мюнхенского сецессиона, в Лейпциге, Бреслау, получали положительные отзывы. В 1904 году он получил первую премию за скульптуру на Международной выставке в Париже. 

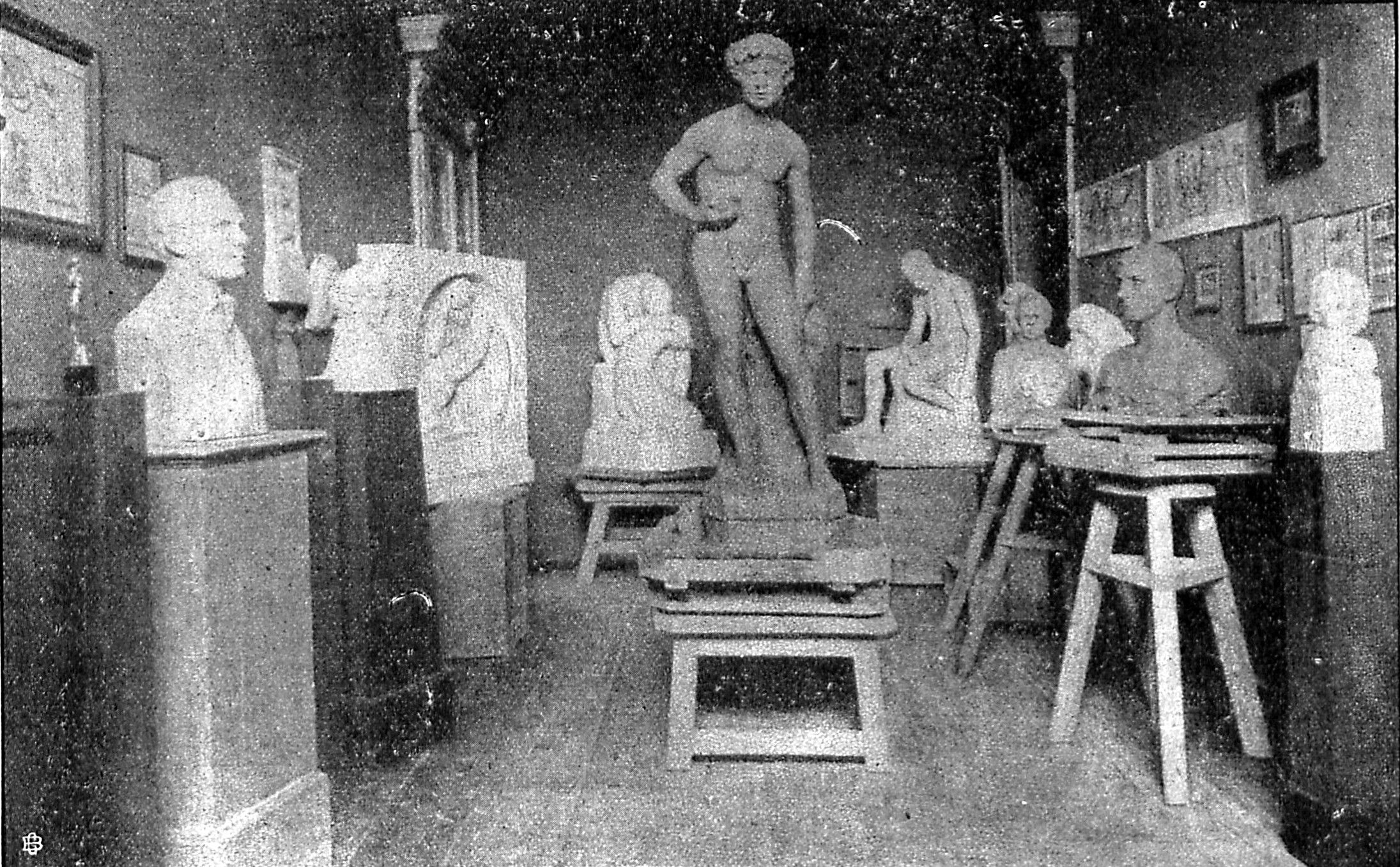
Студия Швегерле в 1906 году

В 1910—1911 гг. у Швегерле училась Н. Н. Гронская.
С 1917 года стал специализироваться в медальерном искусстве. В его мастерской были созданы эскизы более 600 медалей. Вместе с Ричардом Кляйном, Йозефом Бернхартом и Карлом Гетцем он считается одним из тех, кто формировал стиль медалей нацистской Германии. Попал в поле зрения гестапо в связи с арестом в ноябре 1938 года группы общества Schlaraffia, на общественных вечерах которой высказывалась критика, например, в отношении ноябрьских погромов 1938 года; однако в 1940 году производство по делу было прекращено. 
Был представлен на Больших немецких художественных выставках в Мюнхенском Доме искусства в 1941 и 1943 годах, на каждой из которых был выставлен «бюст фюрера». 
Умер 4 сентября 1950 года в Мюнхене.